# شومیز

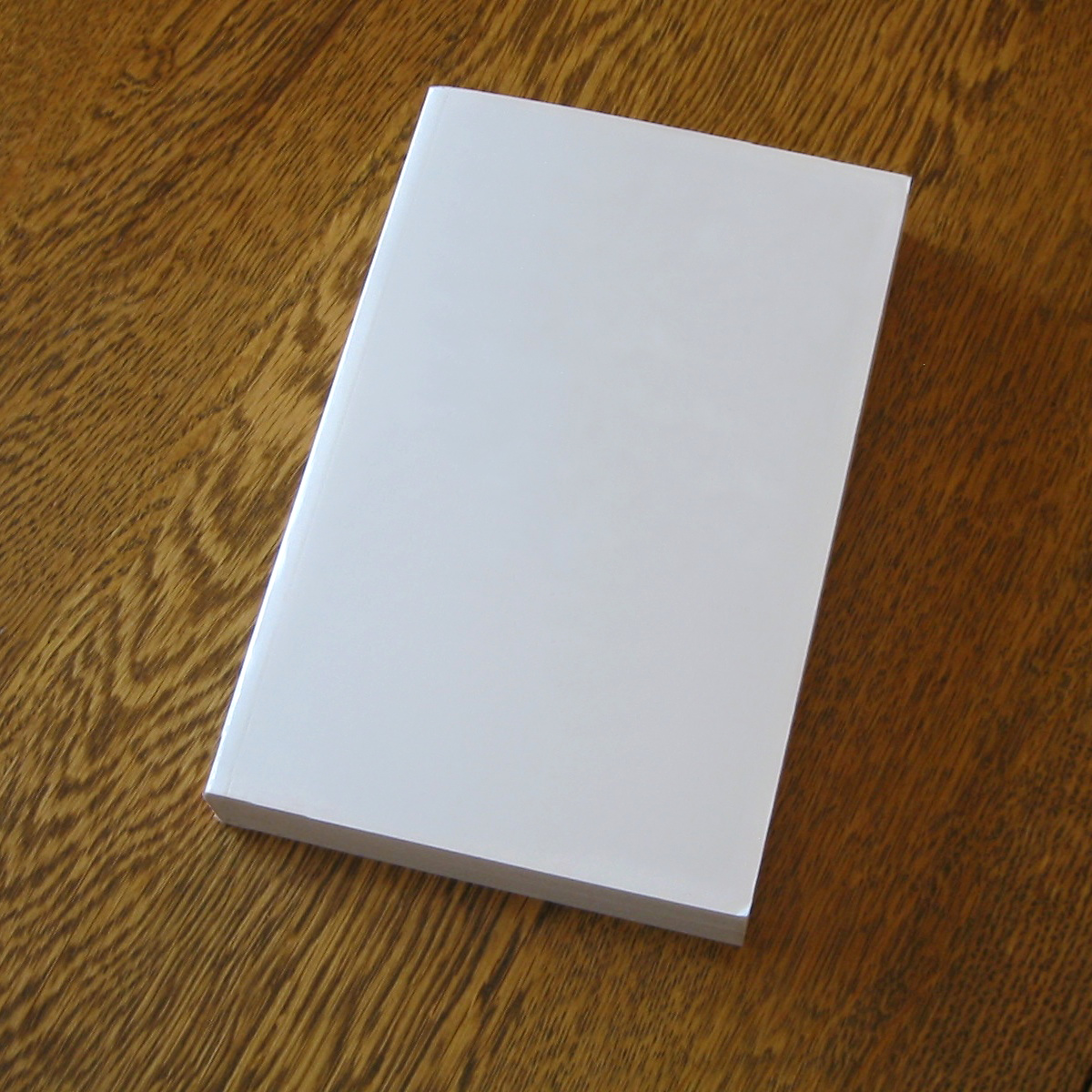

شومیز یا کتاب جلدکاغذی (فرانسوی: Chemise‎) عنوان جلدی از کتاب‌ها است که پوشش آن برگرفته از کاغذ ضخیم یا مقوا می‌باشد و معمولاً عطف آن به وسیلهٔ چسب نگهداری می‌شود. این موضوع نقطهٔ مقابل کتاب‌های مجلد گالینگور می‌باشد که گاهی در عطف آنها از پارچه و نخ دوخت استفاده می‌شود. امروزه، شومیزهای مدرن را می‌توان از یکدیگر متمایز کرد. در ایالات متحده کتاب‌های شومیز انبوه و همچنین شومیزهای تجاری بزرگتر و بادوام‌تر وجود دارد. در بریتانیا، این نوع شومیزها در قالب‌های (فرمت) متفاوتی از جمله شومیز نوع (فرمت) A، شومیز نوع B و در نهایت، بزرگ‌ترین نوع آن که شومیز نوع C است وجود دارد.
نسخه‌های شومیز معمولاً زمانی منتشر می‌شوند که ناشر تصمیم می‌گیرد کتابی را در قالبی کم هزینه‌تر تولید کند. کاغذهای با کیفیت ناچیز، صحافی چسبی (به جای پرس یا دوخت) و فقدان روکش سخت و مقاوم می‌تواند به قیمت تمام‌شدهٔ پایین کتاب کمک کند. پاکت بوکس، ناشر عمدهٔ کتاب‌های شومیز آمریکایی، در دهه‌های ۱۹۳۰ تا ۱۹۴۰ که نقطهٔ عطف اینگونه از کتاب‌ها بوده، تمرکز بر چنین آثاری تحت عنوان جایگزین مقرون به صرفه، کمتر دائمی، و راحت‌تر در قیاس با کتاب‌های سنتی چاپ گالینگور داشت. بلندی‌های بادگیر، یکی از ۱۰ رمان برجسته‌ای بود که پاکت بوکس در سال ۱۹۳۹ در قطع شومیز و به قیمت ۲۵ سنت منتشر کرد و در آن زمان، ناشر ضمن اشاره به ناپایداری جلد شومیز اظهار داشت که اگر شما آنقدر از این اثر لذت می‌برید که ممکن است بخواهید در نسخه‌بادوام‌تری آن را داشته باشید، می‌توانید کتاب ۲۵ سنتی خود را به همراه ۷۰ سنت اضافی به ناشر بازگشت (مرجوع) نموده و نسخه‌ای مدرن از همین کتاب با قیمت ۹۵ سنت در قالب جلد پارچه‌ای و سخت و صحافی مقاوم دریافت نمایید.